# Torsten Wiklund

Torsten Wiklund håller tal

Torsten Karl Erik Wiklund, född  den 22 mars 1903 i Söderhamn, död den 18 januari 1985 i Stockholm, var en svensk militär.
Wiklund avlade studentexamen i Härnösand 1921 och officersexamen 1925. Han blev löjtnant vid Hälsinge regemente 1929, kapten där 1939, vid generalstabskåren 1940, major där 1942 och vid Svea livgarde 1946. Wiklund var chef för arméstabens organisationsavdelning 1942–1946. Han befordrades till överstelöjtnant vid Jämtlands fältjägarregemente 1947 och till överste 1951. Wiklund var verkställande direktör i Sveriges riksidrottsförbund 1951–1963 och Friluftsfrämjandet 1963–1976. Han tillhörde nämnden som utser mottagare av Svenska Dagbladets guldmedalj 1950–1971. Wiklund blev riddare av Vasaorden 1942, av Svärdsorden 1942 och av Nordstjärneorden 1946 samt kommendör av Vasaorden 1957. Han vilar på Norra begravningsplatsen utanför Stockholm.